# Coupe d'Afrique des vainqueurs de coupe de football 1993
Navigation
Édition précédente Édition suivante
La Coupe d'Afrique des vainqueurs de coupe de football 1993 est la dix-neuvième édition de la Coupe d'Afrique des vainqueurs de coupe. 
Cette compétition qui oppose les vainqueurs des Coupes nationales voit le sacre du club d'Al Ahly SC d'Égypte, dans une finale qui se joue en deux matchs face aux tenants du titre, les Ivoiriens d'Africa Sports. Il s'agit du quatrième titre pour Al Ahly, qui reste le club le plus titré de l'épreuve. Quant à Africa Sports, il s'agit de sa 3e défaite lors d'une finale continentale, la deuxième en Coupe des Coupes.
La compétition rassemble 41 formations, c'est un record depuis la création de l'épreuve. Parmi les nations participant pour la première fois, on retrouve le Malawi et l'Afrique du Sud, qui voit son représentant, Jomo Cosmos, réalise un superbe parcours puisqu'il parvient jusque dans le dernier carré.

## Tour préliminaire
| Équipe 1           | Résultat | Équipe 2                       | Aller | Retour |
| ------------------ | -------- | ------------------------------ | ----- | ------ |
| Gazelle FC         | 2 - 3    | CD Elá Nguema                  | 1 - 1 | 1 - 2  |
| Hafia FC           | 2 - 1    | Stade malien                   | 2 - 0 | 0 - 1  |
| Jomo Cosmos        | 7 - 0    | Denver Sundowns                | 1 - 0 | 6 - 0  |
| Liverpool Windhoek | 2 - 1    | TAFIC FC                       | 1 - 1 | 1 - 0  |
| Pamba SC           | 2e - 2   | Mukura Victory Sports FC       | 0 - 1 | 2 - 1  |
| ASC SNIM           | -        | Sport Bissau e Benfica forfait | -     | -      |
| AC Semassi         | -        | Diamond Stars FC forfait       | -     | -      |
| Silver Strikers    | 1 - 4    | Arsenal Maseru                 | 0 - 2 | 1 - 2  |
| AS Tempête Mocaf   | 2 - 3    | Atlético Petróleos de Luanda   | 1 - 2 | 1 - 1  |

## Premier tour
| Équipe 1                  | Résultat | Équipe 2                     | Aller | Retour |
| ------------------------- | -------- | ---------------------------- | ----- | ------ |
| 'Africa SportsT'          | -        | NPA Anchors disqualifié      | -     | -      |
| Al Ahly SC                | 5 - 0    | Pamba SC                     | 5 - 0 | 0 - 0  |
| Al Merreikh Omdurman      | 3 - 2    | Express FC                   | 3 - 0 | 0 - 2  |
| CARA Brazzaville          | 2 - 3    | Atlético Petróleos de Luanda | 1 - 0 | 1 - 3  |
| COSFAP                    | 2 - 5    | Jomo Cosmos                  | 0 - 2 | 2 - 3  |
| Clube de Gaza             | 3 - 3e   | Arsenal Maseru               | 2 - 2 | 1 - 1  |
| DC Motema Pembe           | -        | Liverpool Windhoek forfait   | -     | -      |
| Delta FC                  | 1 - 2    | AC Semassi                   | 1 - 0 | 0 - 2  |
| AS Dragons FC de l'Ouémé  | 6 - 2    | Olympic FC de Niamey         | 4 - 0 | 2 - 2  |
| El-Kanemi Warriors        | 4 - 0    | CD Elá Nguema                | 4 - 0 | 0 - 0  |
| JS Kabylie                | 11 - 2   | ASC SNIM                     | 8 - 1 | 3 - 1  |
| abandon Kabwe Warriors FC | 2 - 1    | Prince Louis FC              | 2 - 1 | -      |
| Olympique Mvolyé          | 2 - 1    | Rail Club du Kadiogo         | 1 - 0 | 1 - 1  |
| Stade tunisien            | 1 - 0    | Hafia FC                     | 1 - 0 | 0 - 0  |
| Voradep FC                | 0 - 1    | US Gorée                     | 0 - 0 | 0 - 1  |
| Wankie FC                 | 1 - 3    | Kenya Breweries              | 0 - 2 | 1 - 1  |

## Huitièmes de finale
| Équipe 1           | Résultat | Équipe 2                     | Aller | Retour |
| ------------------ | -------- | ---------------------------- | ----- | ------ |
| 'Africa SportsT'   | 7 - 0    | AC Semassi                   | 4 - 0 | 3 - 0  |
| Arsenal Maseru     | 0 - 2    | Al Ahly SC                   | 0 - 1 | 0 - 1  |
| Kenya Breweries    | 1 - 2    | Al Merreikh Omdurman         | 1 - 1 | 0 - 1  |
| DC Motema Pembe    | 2e - 2   | Atlético Petróleos de Luanda | 0 - 0 | 2 - 2  |
| El-Kanemi Warriors | 4 - 3    | Olympique Mvolyé             | 4 - 0 | 0 - 3  |
| JS Kabylie         | 4 - 3    | AS Dragons FC de l'Ouémé     | 4 - 0 | 0 - 3  |
| Prince Louis FC    | 3 - 7    | Jomo Cosmos                  | 3 - 3 | 0 - 4  |
| Stade tunisien     | 2 - 1    | US Gorée                     | 2 - 0 | 0 - 1  |

## Quarts de finale
| Équipe 1             | Résultat | Équipe 2       | Aller | Retour |
| -------------------- | -------- | -------------- | ----- | ------ |
| 'Africa SportsT'     | 4 - 1    | JS Kabylie     | 4 - 0 | 0 - 1  |
| Al Merreikh Omdurman | 2 - 7    | Al Ahly SC     | 1 - 2 | 1 - 5  |
| DC Motema Pembe      | 2 - 2e   | Jomo Cosmos    | 2 - 1 | 0 - 1  |
| El-Kanemi Warriors   | 2 - 1    | Stade tunisien | 1 - 0 | 1 - 1  |

## Demi-finales
| Équipe 1    | Résultat | Équipe 2           | Aller | Retour |
| ----------- | -------- | ------------------ | ----- | ------ |
| Jomo Cosmos | 1 - 5    | Africa Sports'T'   | 1 - 1 | 0 - 4  |
| Al Ahly SC  | 3 - 0    | El-Kanemi Warriors | 3 - 0 | 0 - 0  |

## Finale
| Équipe 1       | Résultat | Équipe 2   | Aller | Retour |
| -------------- | -------- | ---------- | ----- | ------ |
| Africa SportsT | 1 - 2    | Al Ahly SC | 1 - 1 | 0 - 1  |

 Aller : 21 novembre 1993 à abidjan (cote d'ivoire) : africa sport (cote d'ivoire) / ahly(egypte) (1-1) buts : gabriel  okolosi 89 / mohamed abdeljallil 52 , arbitre : badara siné (senegal) . *** retour : vendredi 3 décembre 1993 au caire : ahly d'egypte bat africa sport (1-0) but ; adel abderrahmane 57 pen arbitre : mouguengi (gabon) .
- source : le matin du 22 novembre 1993 et 4 décembre 1993 .

## Vainqueur
| Coupe d'Afrique des vainqueurs de coupe Vainqueur 1993 |
| ------------------------------------------------------ |
| Al Ahly SC Quatrième titre                             |